# Cases del carrer de les Monges
Les Cases del carrer de les Monges són un conjunt arquitectònic d'especial interès per al tram comprès entre les interseccions de la Carretera i Cardenal Payà al carrer de la Constitució, al terme municipal de Beneixama. El nom donat a aquest carrer es deriva tradicionalment de la presència d'un convent de Germanes Carmelites de la Caritat, on l'any 2010 es trobava la Fundació Elena Santonja.
Aquestes cases daten de finals del segle segle xix i principis del segle xx i presenten un interessant conjunt de façanes, amb motius i detalls del segle xix i  modernistes. Són de les anomenades «dels senyorets» i mostren la puixança econòmica de determinades famílies de l'època a Beneixama.
Alguna d'elles té taulells ceràmics amb imatges de sants. La majoria de taulells que apareixen a les socolades, als voladissos i als contramarcs de les finestres i les portes d'entrada són de taulelleria de Manises, els anomenats «hidràulics». Tenen motius diversos, predominant-hi les flors, les sanefes i alguns elements d'ocells d'inspiració orientalista.
D'entre tot el conjunt de cases, destaca l'anomenada «dels lleons», per tal com hi apareixen uns caps de lleó d'estil modernista com a motllures decoratives als balcons de la façana. A les vores dreta i esquerra també trobarem excel·lents exemples de la combinació de diversos estils arquitectònics a l'hora de dissenyar una façana.